# ファブリツィオ・ファルコ
ファブリツィオ・ファルコ（Fabrizio Falco、1988年8月20日 - ）は、イタリアの俳優。シチリア出身。

## 経歴
2012年、『眠れる美女』と『それは息子だった』での演技により、第69回ヴェネツィア国際映画祭マルチェロ・マストロヤンニ賞を受賞した。

## フィルモグラフィー
- 眠れる美女（2012年）
- それは息子だった（2012年）
- Maraviglioso Boccaccio（2015年）